# Steppa alberata e boscaglie del Kopet Dag
La steppa alberata e boscaglie del Kopet Dag è una ecoregione terrestre della ecozona paleartica appartenente al bioma delle Praterie e boscaglie montane (codice ecoregione: PA1008) che si sviluppa per circa 5.830 km² al confine nord-orientale fra Iran e Turkmenistan. La regione fa parte dell'hotspot di biodiversità irano-anatolico.
L'ecoregione fa parte dell'ecoregione globale denominata Foreste temperate del Caucaso, dell'Anatolia, dell'Hyrcanian, inclusa nella lista Global 200.
Lo Stato di conservazione è considerato in pericolo critico.

## Territorio
La regione si estende per circa 800 km lungo le pendici della catena del Kopet Dag ad est del Mar Caspio. È costituita dai boschi di arbusti che ricoprono le pendici dei monti Kopet Dag e dalla foresta ripariale presente nelle valli dei fiumi.

## Flora
Le boscaglie del Kopet Dag si possono trovare ad altitudini variabili, comprese tra i 300 e i 2500 m sul livello del mare. Sono caratterizzate da vari tipi di comunità: boscaglie xeriche simili ad arbusteti, boscaglie di ginepro e foreste ripariali mesofitiche. Le boscaglie xerofitiche, note come shiblyak, sono caratterizzate da una grande varietà di specie e di comunità vegetali, nonché dalla presenza di diverse specie subtropicali ed endemiche. Talvolta assumono l'aspetto di una boscaglia aperta di tipo savanoide. Le specie dominanti negli shiblyak sono l'acero turkmeno (Acer turcomanicum), i biancospini (Crataegus spp.) e, nelle aree disturbate, la marruca (Paliurus spina-christi). L'acero turkmeno è un albero di piccole dimensioni, alto due o tre metri: le sue caratteristiche di arbusto sono dovute alla sua abilità di rigenerarsi a partire dal tronco dopo essere stato danneggiato dal prelievo di legname, dagli incendi o dagli animali brucatori. Le comunità di piante della boscaglia del Kopet Dag sono più frequenti ad altezze comprese tra gli 800 e i 2500 m, ma la loro densità varia a seconda dell'umidità dei versanti. Altre specie di alberi e arbusti qui presenti sono Celtis australis, Juniperus polycarpos, Cerasus microcarpa, Ephedra intermedia, E. equisetina, Cotoneaster nummularius, Colutea gracilis, Lonicera bracteolaris, Rubia florida, Rhamnus sintenisii, Jasminum fruticans, Prunus amygdalus e Amygdalus scoparia. Tra le erbacee prevalenti sul suolo della foresta figurano Bromus sterilis, Trisetum flavescens, Fritillaria raddeana, Orthurus heterocarpus, Lamium album, Dactylis glomerata, Alliaria petiolata, Nepeta bodeana, Crucianella sintenisi, Galium verum, G. aparine, Hordeum murinum ed Eruca vesicaria. Le boscaglie del Kopet Dag ospitano un gran numero di alberi da frutta, arbusti e rampicanti che sono stati usati per selezionare varietà domestiche; tra essi ricordiamo il melograno (Punica granatum), la vite (Vitis vinifera), il fico (Ficus carica), il melo selvatico (Malus sylvestris), il pero selvatico (Pyrus boissieriana), alcuni ciliegi selvatici (Cerasus microcarpa, C. erythrocarpa, C. blinovskii), il susino selvatico (Prunus divaricata), alcuni mandorli (Prunus amygdalus e Amygdalus scoparia) e i biancospini (Crataegus spp.). Anche boschetti di Juniperus polycarpos formano boscaglie aperte ad altitudini medie e alte, tra i 1000 e i 2000 m, associate a shiblyak, steppe dominate da festuca (Festuca valesiaca) e stipa (Stipa zalesskii, S. hohenackeriana) e xerofite di montagna rappresentate da piante cusciniformi come Acanthophyllum, Acantholimon e Tragacantha. Nelle zone più alte delle montagne, i boschetti di acero si fanno più sparsi e dominano le erbacee, come Elymus hispidus, che fanno assumere alla regione l'aspetto di una prateria subtropicale. Foreste decidue formate da alberi più alti come l'olmo (Ulmus carpinifolia), il noce (Juglans regia), il frassino siriano (Fraxinus angustifolia) e il corniolo (Cornus meyeri) si trovano principalmente lungo le strette vallate dei fiumi di montagna. Le foreste di noci di questa ecoregione sono confinate ad una stretta fascia (ampia tra i 50 e i 100 m) lungo i fiumi ad altitudini di 1000–1500 m. Juglans regia è accompagnato da Fraxinus angustifolia, Cornus meyeri, Prunus divaricata, Lonicera floribunda, Rubus anatolicus e Rosa lehmanniana. Il sottobosco di erbacee mesofiliche comprende Bromus sterilis, Elytrigia repens, Mentha longifolia, Cousinia umbrosa, Anthriscus cerefolium, Physocaulis nodosus e, talvolta, una specie endemica di cipolla selvatica, Allium paradoxum. Alcune forme di noce selvatico potrebbero essere una fonte preziosa per la selezione di nuove varietà colturali.
Qui trovano rifugio dall'ambiente arido rare specie mesofitiche di orchidee (Ophrys sphegodes, Epipactis veratrifolia) e felci (Ophioglossum vulgatum). Boschetti relitti di imponenti platani orientali (Platanus orientalis) crescono come una stretta fascia che si sviluppa lungo i fiumi di montagna; la loro conservazione dipende interamente dai programmi per contrastare l'erosione che dovrebbero prevenire la formazione di colate di fango sui versanti e sugli altopiani sovrastanti provocate dal pascolo incontrollato nelle regioni a monte della linea di displuvio.

## Fauna
Tra i mammiferi più comuni nelle boscaglie del Kopet Dag vi sono i toporagni (Sorex, Crocidura), il topo selvatico (Apodemus sylvaticus), lo sciacallo dorato (Canis aureus), la volpe rossa (Vulpes vulpes), la faina (Martes foina), la donnola (Mustela nivalis), il tasso (Meles meles) e il cinghiale (Sus scrofa).
Tra gli uccelli, comuni sono la cappellaccia comune (Galerida cristata), il chukar (Alectoris chukar), il piccione selvatico (Columba livia), la tortora comune (Streptopelia turtur), la tortora orientale (S. orientalis), lo sparviero eurasiatico (Accipiter nisus), lo shikra (A. badius), la poiana codabianca (Buteo rufinus), il nibbio bruno (Milvus migrans), il gheppio comune (Falco tinnunculus), il fagiano comune (Phasianus colchicus), varie cince (Parus), pigliamosche (Muscicapa), l'usignolo comune (Luscinia megarhynchos), cardellini (Carduelis), zigoli (Emberiza), silvie (Sylvia) e averle (Lanius).
Tra i rettili più comuni vi sono agame (Trapelus, Stellagama), eremie (Eremias), scinchi (Ablepharus, Eumeces), gechi (Cyrtopodion), lo pseudopo (Pseudopus apodus), colubri (Coluber), vipere (Gloydius halys, Macrovipera lebetina) e il tiflope (Xerotyphlops vermicularis); tra gli anfibi, ricordiamo il rospo smeraldino (Bufotes viridis).
Sul Kopet Dag sopravvive ancora un certo numero di mammiferi rari e minacciati di estinzione. Le fitte foreste con sorgenti di montagna forniscono territori riproduttivi per il leopardo (Panthera pardus). Fino agli inizi del XX secolo questo felino era molto diffuso sulle montagne e i contrafforti del Kopet Dag. In tutto il Turkmenistan, tra il 1924 e il 1966, ne furono abbattuti 360 esemplari. La popolazione presente sul Kopet Dag è tuttora in diminuzione e nella regione gli avvistamenti sono costanti, ma sporadici. In seguito all'istituzione di due riserve, le regolari osservazioni di questi animali hanno indicato che la popolazione qui presente non supera le 40 unità. A partire dal 1990, le condizioni di questi animali sembrano essere relativamente stabili e gli studiosi sperano in un loro recupero. Nel 1996-98 ve ne erano circa 23-25 esemplari nel settore occidentale della catena montuosa e 25-30 in quello centrale. La pecora selvatica o urial (Ovis orientalis) vive nelle regioni più aride delle montagne e dei loro contrafforti all'interno di due aree protette con una popolazione inferiore alle 2000 unità. L'attività umana ha ridotto notevolmente il loro numero. La capra selvatica (Capra aegagrus) vive sulle catene montuose di Maly, Bolshoi Balkhan e Kopet Dag. Il suo numero è diminuito enormemente nel corso degli ultimi decenni. Oggi la maggior parte degli esemplari (alcune migliaia di capi) è concentrato nella riserva del Kopet Dag centrale.
Altri mammiferi rari e minacciati presenti nell'ecoregione sono la puzzola marmorizzata (Vormela peregusna), la lontra (Lutra lutra), il gatto di Pallas (Otocolobus manul) e un certo numero di pipistrelli e roditori. Durante gli anni '50, scomparvero dalla regione la tigre del Caspio (Panthera tigris virgata) e l'orso bruno (Ursus arctos). Anche la lince eurasiatica (Lynx lynx) è ormai scomparsa.

## Conservazione

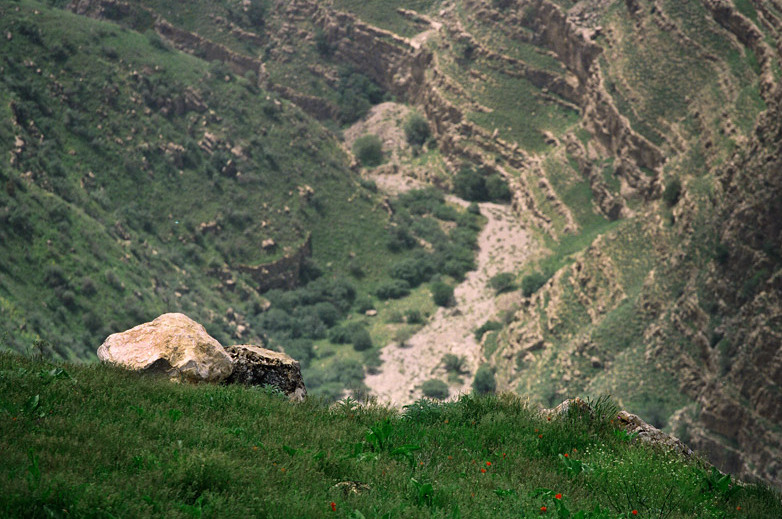
Panorama locale

Nei secoli scorsi in queste aree è avvenuta una deforestazione massiccia per la produzione di legna da ardere nelle zone rurali. Anche il grande impulso all'allevamento dei bovini ha sottoposto il territorio ad una elevata pressione. Negli ultimo decenni sono state attuate delle misure di protezione con la costituzione di diverse riserve naturali, anche se le risorse disponibili per la loro gestione sono insufficienti ad una efficace attuazione delle misure di protezione.